# Миджа
Миджа (арм. Միջա) — гавар провинции Мокк Великой Армении. На сегодняшний день территория исторического гавара Миджа находится в границах Турции.
Является самым маленьким по площади гаваром Великой Армении.

## География
Миджа находится в центральной части провинции Мокк. На юго-западе гавар Миджа граничит с гаваром Джермадзор провинции Мокк, на северо-западе − с гаваром Ишоц, а на северо− с гаваром и Мокк-Арандзнак провинции Мокк.
Крупнейшим поселением гавара является город Миджа. 